# Belford Hall
Belford Hall est un bâtiment classé Grade I, un manoir du XVIIIe siècle situé à Belford, Northumberland.

## Histoire
Le manoir de Belford est acquis par la famille Dixon en 1726, et en 1752, Abraham Dixon construit une maison de maître dans un style palladien sur une conception de l'architecte James Paine.
En 1770, l'héritière Margaret Dixon épouse William Brown. Leur fille épouse plus tard le marchand de Newcastle upon Tyne, le lieutenant-colonel William Clark, sous-lieutenant et haut shérif de Northumberland qui, en 1818, remodèle la maison et ajoute deux nouvelles ailes, avec l'aide de l'architecte John Dobson.
Un vaste parc, créé au milieu du XVIIIe siècle, conserve plusieurs éléments d'origine et est désigné zone de conservation. Une folie du XVIIIe siècle dans le parc est un bâtiment classé Grade II.
Pendant la Seconde Guerre mondiale, le manoir est réquisitionné par l'armée et est négligé et délabré. Dans les années 1980, il est acquis par le Northern Heritage Trust, rénové, restauré et converti en appartements résidentiels. Un parcours de golf est créé sur une partie du parc.